# Madiou Keïta
Haladj Madiou Keïta (* 29. August 2004 in Amilly) ist ein guineisch-französischer Fußballspieler, der aktuell bei der AJ Auxerre in der Ligue 1 unter Vertrag steht und an Örgryte IS ausgeliehen ist.

## Karriere

### Verein
Keïta spielte bis 2021 in der Jugend des SCO Angers, ehe er zur AJ Auxerre in die Jugendakademie wechselte. 2021/22 war er dort direkt Stammspieler in der U19-Mannschaft in Liga und Pokal. Auch 2022/23 spielte er dort regelmäßig, kam jedoch auch schon zu Einsatzzeit bei der viertklassigen Zweitmannschaft. In der National 2 etablierte er sich anschließend und spielte 2023/24 auch schon im Herren-Pokal und stand in der Ligue 2 im Kader. Die Profimannschaft stieg ohne Einsatz Keïtas in die Ligue 1 auf. Auch in der folgenden Saison stand er regelmäßig im Spieltagskader der Ligue 1, kam jedoch weiterhin ausschließlich in der zweiten Mannschaft zum Einsatz. Im Februar 2025 wurde er für ein halbes Jahr an den schwedischen Zweitligisten Örgryte IS verliehen.

### Nationalmannschaft
Keïta spielte 2023 und 2024 für die U23-Nationalmannschaft Guineas, mit welcher er am U-23-Afrika-Cup 2023 teilnahm, wo man im Spiel um Platz drei ausschied.
Nachdem er sich mit dem Team für die Olympischen Spiele 2024 qualifizierte, kam er dort in allen drei Gruppenspielen über 90 Minuten zum Einsatz, bevor die Mannschaft als Gruppenletzter scheiterte.
Keïta wurde außerdem bereits im September 2023 und im September 2024 für die guineische A-Nationalmannschaft berufen, bestritt jedoch kein Spiel.

## Erfolge
AJ Auxerre
- Meister der Ligue 2: 2024  ▲ (ohne Einsatz im Kader)